# Tänzl von Tratzberg (Adelsgeschlecht)

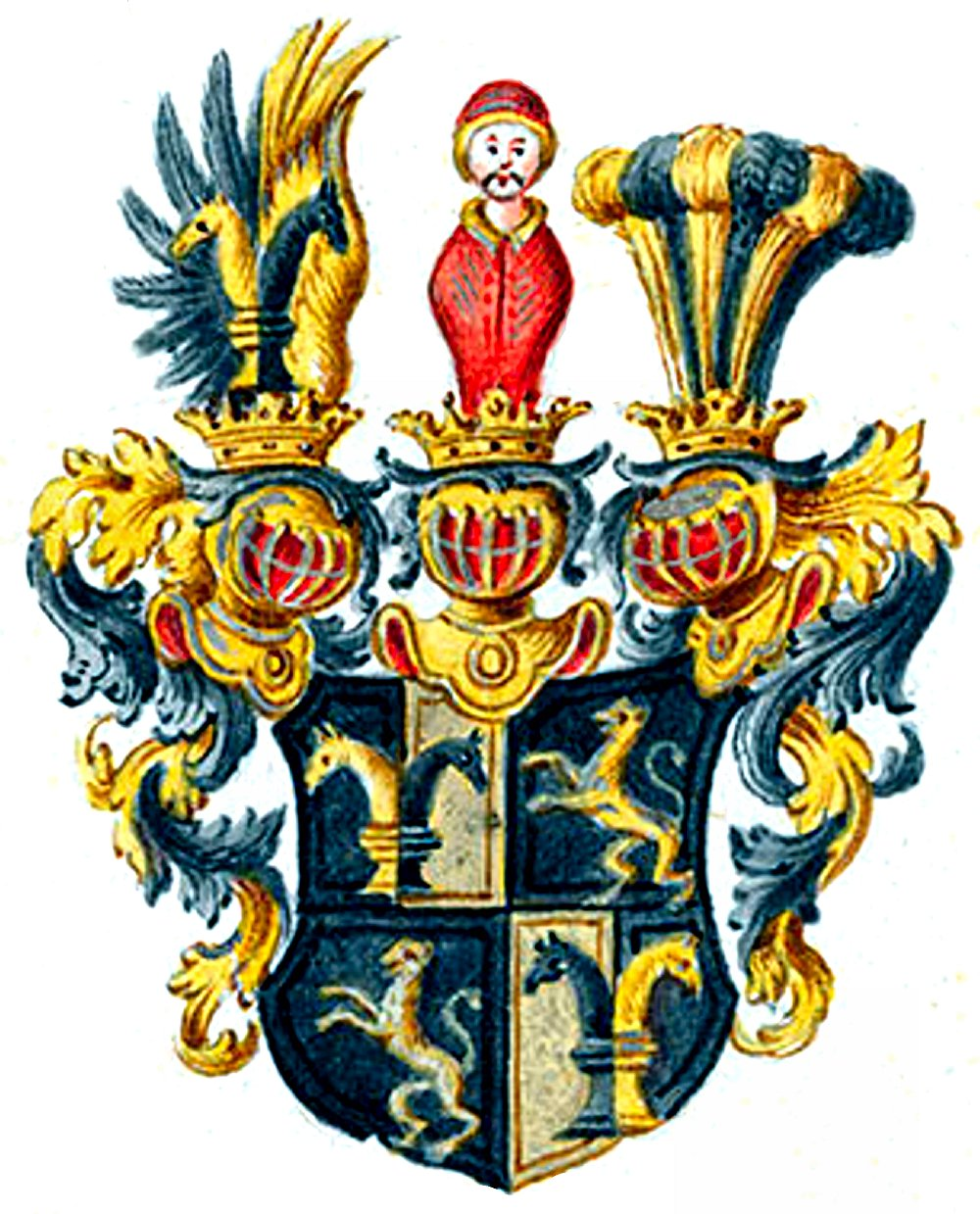
Wappen der Tänzl von Tratzberg in der Fischnaler Wappenkartei

Die Tänzl Freiherren von Tra(t)zberg waren ein bayerisches, ursprünglich tirolisches Adelsgeschlecht das durch den Schwazer Silberbergbau zu Reichtum gelangte und 1935 im Mannesstamm erloschen ist.

## Geschichte

### Tirol
Der Nam Tänzl könnte auf den Personennamen Tanzo zurückzuführen sein. Die Stammreihe des ursprünglich bürgerlichen Geschlechts beginnt mit Jakob Tänzl, 1350 bzw. 1370 Bürger von Innsbruck. Kaiser Sigismund verlieh den Tänzl in Prag einen Wappenbrief. Den Grundstein für den Reichtum der Familie legte Jakob Tänzl, 1442 Bürger von Innsbruck der sich als Gewerke am Schwazer Silberbergbau beteiligte. Das Geschäft übernahm sein Sohn, der Bergbauunternehmer Christian Tänzl († 1490). Von seinem erwirtschafteten Vermögen erwarb er in Tirol umfangreiche Besitzungen, wie Schloss Moos und Schloss Berneck. Kaiser Friedrich III. erhob die Tänzl 1470 in den Ritterstand und am 5. Juli 1483 in Graz den erbländischen Adelsstand. 1480 verkaufte er das von ihm erbaute Schloss Weiherburg an den Tiroler Landesfürsten Sigismund den Münzreichen. Sein Grabstein befindet sich in der Pfarrkirche von Schwaz. Das 1502 verliehen Adelsprädikat „von Tratzberg“ leitete sich von Schloss Tratzberg ab, welche der spätere Kaiser Maximilian I. den Brüdern Simon und Veit Jakob Tänzl 1499 im Tausch gegen die Burg Berneck im Kaunertal überließ. Am 1. Februar 1502 bestätigte Kaiser Maximilian I. den Tänzl den Adel und eine weitere Wappenmehrung. 1511 wurden Veit Jakob und Simon Tänzl von Tratzberg in die Tiroler Adelsmatrikel aufgenommen. Im Silberhandel konkurrierten sie mit den mächtigen Fuggern, konnten sich jedoch gegen diese nicht behaupten. Durch Misswirtschaft ging die das Familienunternehmen 1525 Konkurs. Darauf führten es die Söhne von Simon, Kaspar Joachim und Hans Jakob Tänzl, bis auch sie 1552 bankrottgingen. In dem letzten Drittel des 16. Jahrhunderts zogen die Tänzl nach Schwaben und später auch in die Oberpfalz.

### Bayern
1627 fungierte Matthäus Tänzl von Tratzberg als Forstmeister von Unterliezheim. Der kurfürstlich-bayerische Kämmerer und Hofkriegsrat Karl Sigmund von Tänzl kaufte 1655 die Hofmark Traidendorf in der Oberpfalz. Durch die Heirat von Friedrich Eberhard Tänzl von Tratzberg 1668 mit Elisabeth von Rautenstein kam das Hammergut Dietldorf in Familienbesitz. Am 24. Oktober 1812 erfolgte für Joseph Aloys Tänzl von Tratzberg (* 1783), inkl. seinen und seines Vaters Geschwistern, sowie für Joseph Philipp Tänzl von Tratzberg (* 1793) und seinen Geschwistern die Eintragung in die Freiherrenklasse der Adelsmatrikel des Königreichs Bayern. Maximilian Freiherr Tänzl von Tratzberg (1838–1921) war Gutsbesitzer auf Schloss Dietldorf und Mitglied des Deutschen Reichstags. Die Familie soll 1935 im Mannesstamm erloschen sein. Als vermutlich letzte des Stammes starb Maria Antonie Freiin Tänzl von Tratzerg, Hofdame und Erzieherin der Prinzessinnen Gundelinde und Hildegard von Bayern, 1954 in Regensburg. Diese adoptierte 1943 Josef Freiherrn Tänzl von Trazberg (1899–1996), Herr auf Schloss Dietldorf und Träger des Bundesverdienstkreuzes.

## Besitzungen (Auswahl)

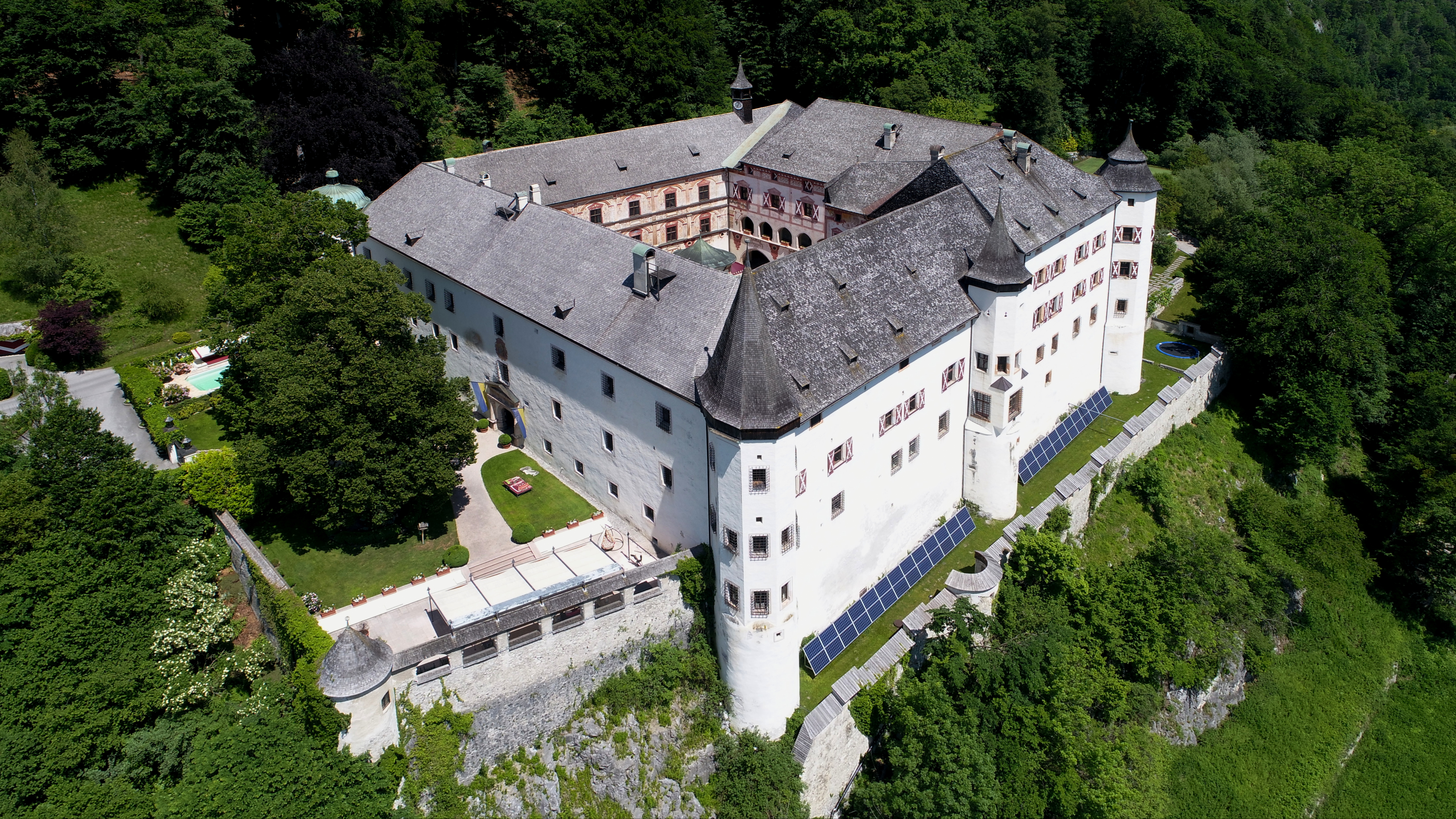
Schloss Tratzberg

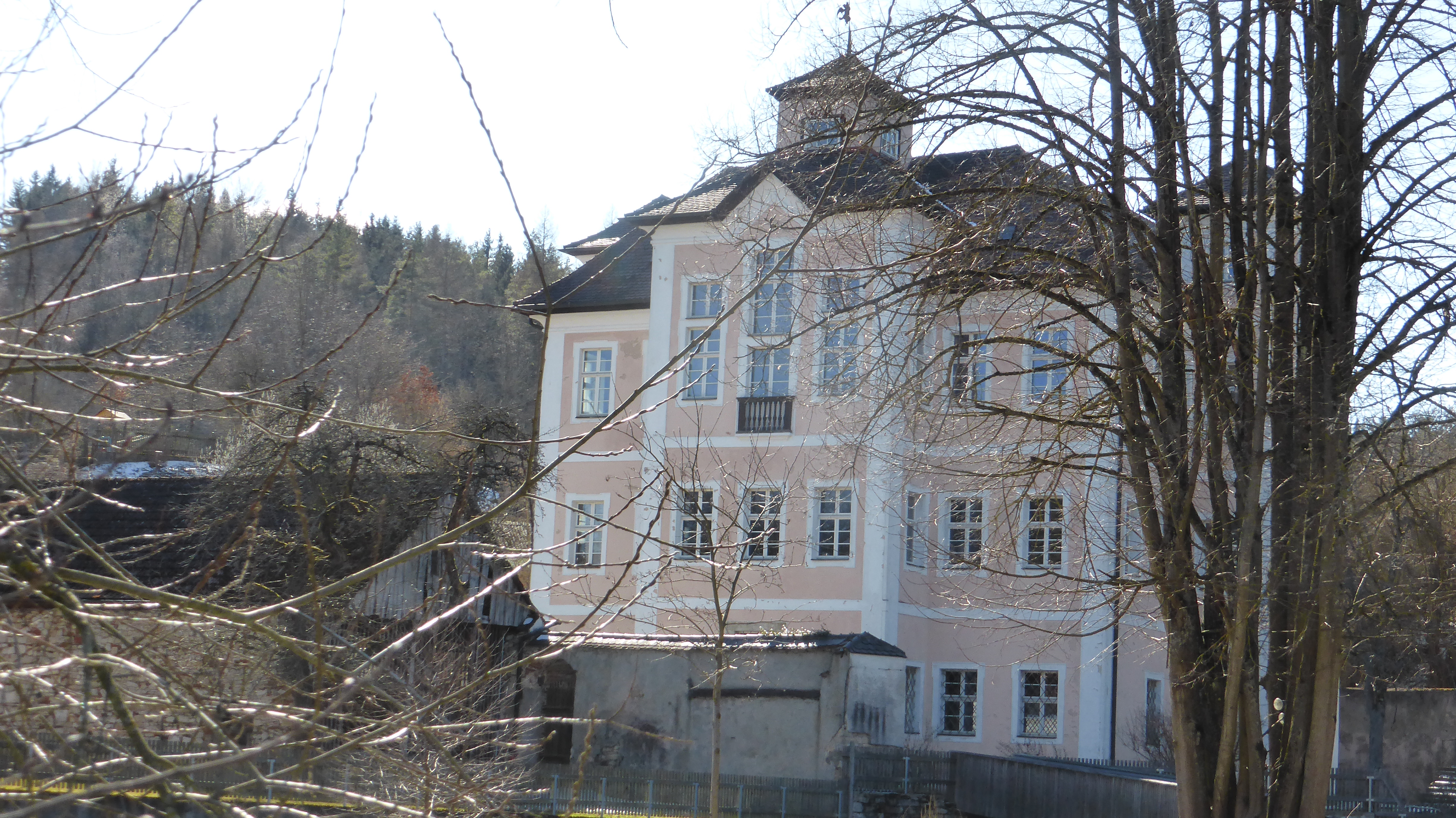
Schloss Dietldorf

- Schloss Dietldorf
- Schloss Oberbechingen
- Schloss Reichersbeuern
- Palais Tannenberg-Enzenberg[5]
- Schloss Traidendorf
- Schloss Tratzberg
- Schloss Weiherburg

## Standeserhebungen
- 16. Oktober 1437: kaiserliche Wappenbestätigung
- 5. Juli 1483: erbländisch-österreichischer Adelsstand und Wappenmehrung
- 1. Februar 1502: Adelsbestätigung und Wappenmehrung
- 1511: tirolerische Landstandschaft
- 19. Februar 1722: Reichsritterschaft des Ritterkantons Odenwald
- 24. Oktober 1812: Freiherrenklasse in der bayerischen Adelsmatrikel[6]

## Wappen
Historische Wappenbilder

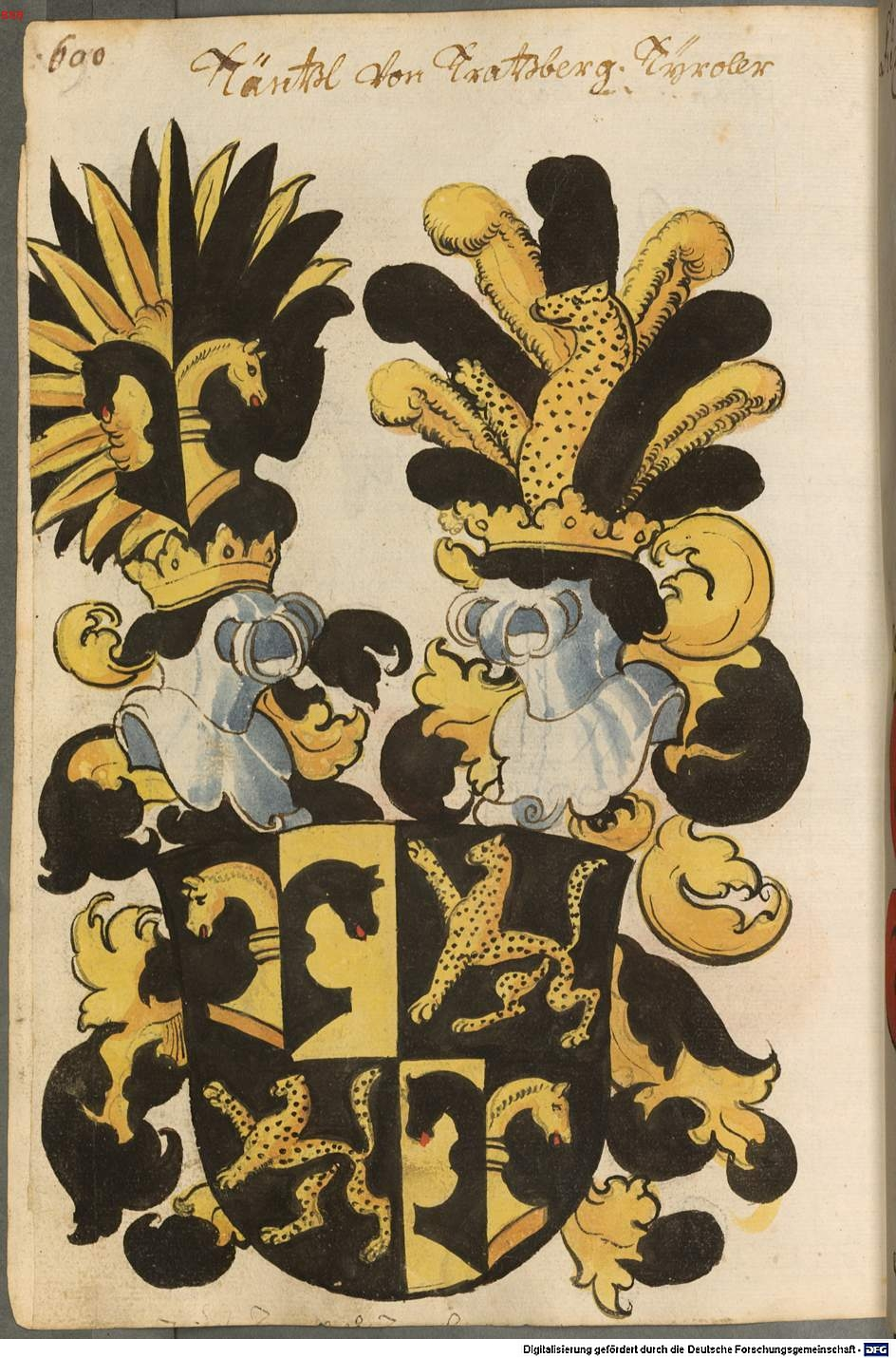
Wappen der Tänzl von Tratzberg im Scheiblerschen Wappenbuch
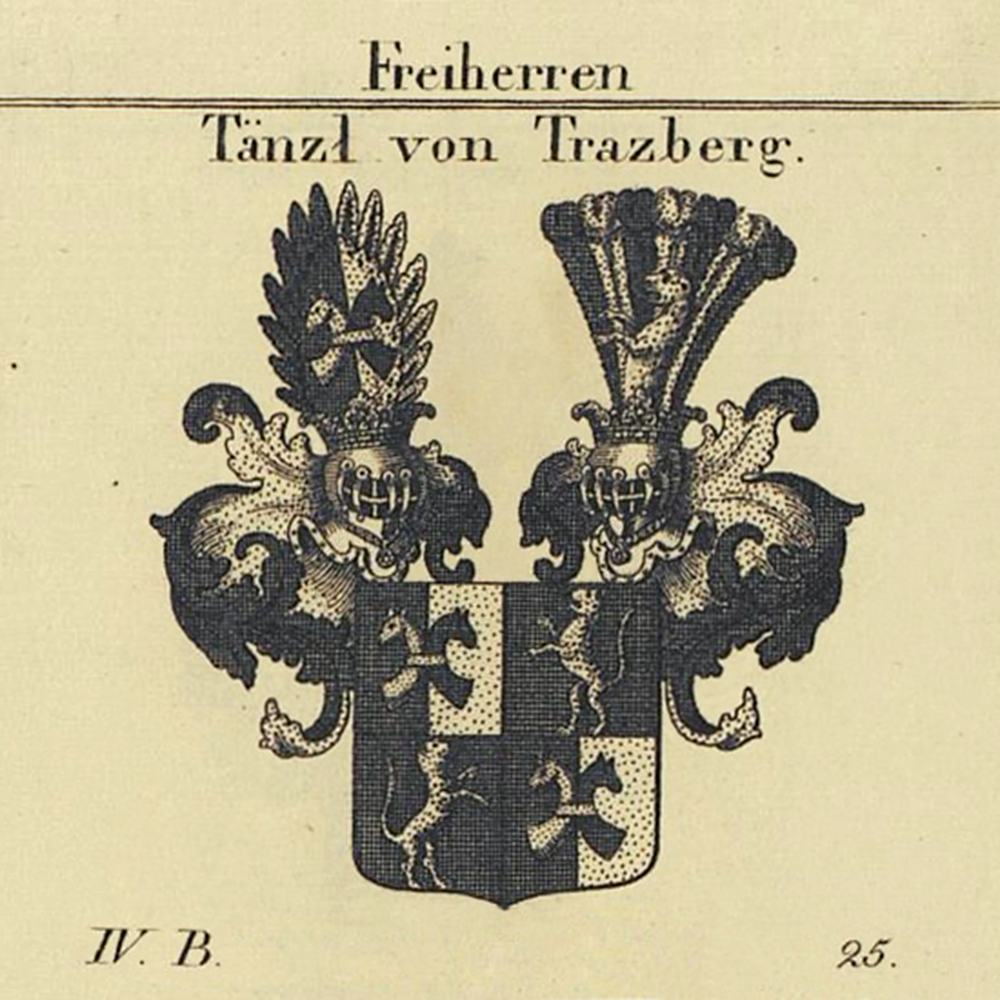
Wappen der Freiherren Tänzl von Trazberg nach Tyroff

## Genealogie (Auswahl)
1. Philipp Freiherr Tänzl von Tratzberg († 23. April 1875), königlich-bayerischer Kämmerer und Regierungsrat a. D.
  1. Maria Amalie Freiin Tänzl von Tratzberg (* 19. Januar 1825), Hofdame Herzogin Ludovika in Bayern
  2. Maria Anna Freiin Tänzl von Tratzberg (* 10. Februar 1826)
  3. Maximilian Ignaz Kajetan Maria Philipp Freiherr Tänzl von Tratzberg (* 28. März 1838 in Berchtesgaden; † 28. April 1921 in Dietldorf), königlich-bayerischer Kämmerer, Herr auf Dietlof, heiratete am 17. August 1869 Auguste Gräfin Fischler von Treuberg (* 8. Oktober 1846)
    1. Maria Amalie Freiin Tänzl von Tratzberg (* 18. Februar 1871 in Dietldorf)
    2. Philipp Johann Freiherr Tänzl von Tratzberg (* 13. Dezember 1872 in Dietldorf)
    3. Isabella Alfonse Brigitta Freiin Tänzl von Tratzberg (* 2. August 1876 in Dietldorf)
    4. Johanna Franziska Klementine Maria Maximiliana Freiin Tänzl von Tratzberg (* 22. September 1877 in Dietldorf)
    5. Maria Antonia Isabella Felizitas Brigitta Freiin Tänzl von Tratzberg (* 8. Juni 1885 in Dietldorf)

  4. Franziska Romana Freiin Tänzl von Tratzerg (* 21. Februar 1840), heiratete am 4. September 1875 in Dietldorf Emil Freiherr von Wulfen[7]